# Ficus maialis
Ficus maialis là một loài thực vật có hoa trong họ Moraceae. Loài này được Guillaumin mô tả khoa học đầu tiên năm 1949.